# KinKi Kids'96 1996.1.13 yoyogi white theater
『KinKi Kids'96 1996.1.13 yoyogi white theater』（キンキ キッズ きゅうじゅうろく いちきゅうきゅうろく いち いちさん よよぎ ホワイト シアター）は、KinKi Kidsの2作目の映像作品、及びライブビデオ。1996年4月19日発売。販売元はジャニーズファミリークラブ、製作元はポニーキャニオン。

## 概要
- KinKi Kidsの1995年〜1996年に行われたコンサートツアー「キンキらキンにKinKi Kids '96」の、1996年1月13日に行われた代々木ホワイトシアター公演を収録。本作もライブ開催時には、グループにオリジナル曲が無かった為、剛のソロ曲「ひとりじゃない」以外は全曲カバー曲が披露されている。
- ジャニーズファミリークラブに設置されていた「KinKi Kids 情報局」にて、情報局会員に限定発売された（品番:DV-0389）。
- 公式サイトのディスコグラフィーにも掲載はされているが、収録曲は未表記となっている。
- 現在、未DVD、ブルーレイ化商品。

## 収録曲
※作詞、作曲者は、日本音楽著作権協会のデータベースを参照。
1. KinKi Kids '96 OVERTURE
2. Queen of Love（作詞：Annerley Gordon、作曲：Giancarlo, Luigi Raimondi）
Annaliseのカバー。
3. Shake me up （作詞・作曲：HINOKY TEAM : GROUP）
Valentina & Mirkaのカバー。
4. IN THE HEAT OF THE NIGHT （作詞：Klaus Hirschburger, Markus Loehr、作曲：Michael Cretu, Hubert Kemmiler）
Sandraのカバー。パッケージ記載の「IN THE HEART OF THE NIGHT」は誤植。
5. TOUCH ME, TOUCH ME （作詞：Alberto Emilio Contini、作曲：Giancarlo Pasquini）
Norma Sheffieldのカバー。
6. 恋のペントハウス （作詞：John Moering、作曲：Jean Frankfurter）
アラベスクのカバー。
7. GONE TOO SOON（作詞：Buz Kohan、作曲：Larry O Grossman）
光一ソロ曲、マイケル・ジャクソンのカバー。
8. ひとりじゃない （作詞：森浩美、作曲：MARK DAVIS）
剛ソロ曲。
9. 冬の散歩道 （作詞・作曲：Paul Simon）
サイモン&ガーファンクルのカバー。
10. 冬のライオン （作詞：康珍化、作曲：羽田一郎）
光GENJIのカバー。
11. 恋のダイヤル6700 （作詞：阿久悠、作曲：井上忠夫）
フィンガー5のカバー。
12. OUR RADIO ROCKS （作詞・作曲：Nicky Graham, Deni Lew, Michael Olton）
剛ソロ曲、PJ & Duncanのカバー。12～14は、メドレーになっている。
13. ギャランドゥ （作詞・作曲：もんたよしのり）
剛ソロ曲、西城秀樹のカバー。
14. OUR RADIO ROCKS
剛ソロ曲
15. たよりにしてまっせ　（作詞：吉田みなを・村雨まさを、作曲：服部良一）
笠置シヅ子のカバー。
16. 買い物ブギ　（作詞：村雨まさを、作曲：服部良一）
笠置シヅ子のカバー。
17. 近畿よいとこ摩訶不思議 （作詞・作曲：野村義男）
THE GOOD-BYEのカバーだが、少年隊のカバーバージョン「日本よいとこ摩訶不思議」に、歌詞の一部を変更しているバージョンとなっている。
18. 三日月の夜に… （作詞：佐藤敦啓、作曲：もりくん）
ジャニーズJr.曲、光GENJIのカバー。
19. Clap Your Hands Together （作詞・作曲：巣瀬哲生）
Funky Bureauのカバー。
20. Hurry Up （作詞・作曲：飛鳥涼）
光GENJIのカバー。
21. SPECIAL RED （作詞：真名杏樹、作曲：Joey Carbone, Dennis E Belffield）
少年隊のカバー。
22. BOBBY （作詞・作曲：林田健司）
光一ソロ曲、林田健司のカバー。
23. I LOVE YOU（作詞・作曲：尾崎豊）
剛ソロ曲、尾崎豊のカバー。
24. 君の瞳に恋してる （作詞・作曲：Bob Crewe, Bob Gaudio）
フランキー・ヴァリのカバー。
25. 明日に架ける橋 （作詞・作曲：Paul Simon）
サイモン&ガーファンクルのカバー。